# Philippe Videlier
Philippe Videlier (* 1953 in Lyon) ist ein französischer Schriftsteller und Historiker.

## Leben
Videlier arbeitet am CNRS und forscht über Genozide im 20. Jahrhundert, soziale Milieus und Dynamiken sowie Strömungen in der populären Kultur. Seine Essays und Novellen befassen sich mit so verschiedenen Themen wie der Geschichte des Comics, der Fabrikkultur, dem Leben Che Guevaras, dem Völkermord an den Armeniern und dem Kino. Einige seiner „historischen“ Erzählungen erschienen in deutscher Sprache in der Zeitschrift Lettre International.

## Schriften
- Rendez-vous à Kiev, Paris: Gallimard 2023
- Dernières nouvelles des Bolcheviks, Paris: Gallimard 2017
- Quatre saisons à l’Hôtel de l’Univers, Paris: Gallimard 2017
- Dîner de gala – L’étonnante aventure des Brigands Justiciers de l’Empire du Milieu, Paris: Gallimard 2012
- Usines, Genouilleux: Éditions La Passe du Vent 2008
- Buon Compleanno, Fidel! Splendori e miserie della rivoluzione cubana, Rom: Donzelli Editore 2008
- Nuit turque, Paris: Gallimard 2005
- Gratte-ciel, Genouilleux: Éditions La Passe du Vent 2004
- Manifestez! Destin et postérité du „Manifeste communiste“, Paris: Syllepse 2003
- Cinépolis, Genouilleux: Éditions La Passe du Vent 2003
- Le jardin de Bakounine et autres nouvelles de l’Histoire, Paris: Gallimard 2001
- Saint-Priest, le fil des jours, Vénissieux: Éditions Paroles d’aube  1999
- L’étoile de Che Guevara, Vénissieux: Éditions Paroles d’aube 1997
- Décines – Une ville, des vies, Vénissieux: Éditions Paroles d’aube 1996
- La santé dans les bandes dessinées, Paris: Frison-Roche/CNRS 1992